# Stargirl (película)
Stargirl es una película estadounidense de drama musical del año 2020 basada en la novela homónima de Jerry Spinelli que debutó en Disney+. Es dirigida por Julia Hart a partir de un guion escrito por Kristin Hahn y protagonizada por Grace VanderWaal, Graham Verchere, Giancarlo Esposito, Karan Brar, Darby Stanchfield, y Maximiliano Hernández.
La película se estrenó el 13 de marzo de 2020 vía streaming y para descarga digital.

## Sinopsis
Stargirl sigue a Stargirl Caraway, «una adolescente educada en su hogar que se inscribe en una escuela secundaria de Arizona, alterando el ecosistema del cuerpo estudiantil con su no conformidad».

## Elenco y personajes
- Grace VanderWaal como Stargirl Caraway.
- Graham Verchere como Leo Borlock.
- Giancarlo Esposito como Archie.
- Karan Brar como Kevin.
- Darby Stanchfield como Gloria.
- Maximiliano Hernández como el Sr. Rabineau
- Annacheska Brown como Tess Reid.
- Collin Blackford como Benny Burrito.
- Allison Wentworth como Dori Dilson.
- Juliocesar Chavez como Alan Ferko.
- Artemisa como Mallory Franklin.
- Julia Flores como Summer.
- Gabriella Surodjawan como Kim.
- Shelby Simmons como Hillari Kimble.
- John Apolinar como Wayne Parnell.
- Alex James como Zack James.
- Lucinda Marker como Sutters principales.
- Sara Arrington como Ana Carraway.
- Damian O'Hare como el papá de Leo.

## Producción

### Desarrollo
El 15 de julio de 2015, se anunció que la directora, Catherine Hardwicke, iba a dirigir una adaptación de la novela de Jerry Spinelli Timmy Failure para Walt Disney Pictures. La novela fue adaptada por Kristin Hahn quien también se dispuso a producir la película.
El 8 de febrero de 2018, se anunció que se había desarrollado una nueva versión de la producción y que ahora sería dirigida por Julia Hart y producida por Walt Disney Pictures. Se espera que la película se estrene en el próximo servicio de transmisión de Disney que se lanzará en 2019. El mes siguiente, se confirmó que la producción estaba en las últimas etapas de desarrollo, que el guion de Hahn aún se utilizaría, y que ella continuaría sirviendo como productora junto con las adiciones de Ellen Goldsmith-Vein y Lee Stollman. El 5 de junio de 2018, se informó además que Hart había pulido el guion con su esposo, Jordan Horowitz, quien también estará destinado a ser productor ejecutivo de la película.

### Casting
Originalmente, el 11 de septiembre de 2015, se anunció que la película sería protagonizada por Joey King y Charlie Plummer. King fue elegida como Stargirl y Plummer como el chico que narra la historia. El 5 de junio de 2018, se anunció que la cantante Grace VanderWaal, debutará en su papel de actriz, como el personaje principal. El 21 de agosto de 2018, se informó que Graham Verchere había sido elegido para el papel de Leo Borlock. El 18 de septiembre de 2018, se informó que Giancarlo Esposito, Karan Brar, Darby Stanchfield, y Maximiliano Hernández habían sido elegidos en papeles secundarios.

### Rodaje
Originalmente la producción estaba programada para comenzar en el otoño de 2015 en Nuevo México. El rodaje la producción comenzó en septiembre de 2018 en Nuevo México y se espera que dure hasta mediados de noviembre de 2018. Se espera que los lugares de rodaje en el estado incluyan Albuquerque y Truth or Consequences.

## Estreno
Stargirl fue lanzado el 13 de marzo de 2020 por el servicio de streaming Disney+.